# Томас, Элис
Элис Томас (род. 10 октября 1990 года) — британская пловчиха. Бронзовый медалист Чемпионата Европы (2018) на дистанции 200 баттерфляем.

## Карьера
Специализируется в баттерфляе.
В 2018 году на чемпионате Европы в Глазго сумела доплыть третей и завоевать бронзовую медаль на дистанции 200 метров баттерфляем.